# Násobně dokonalé číslo

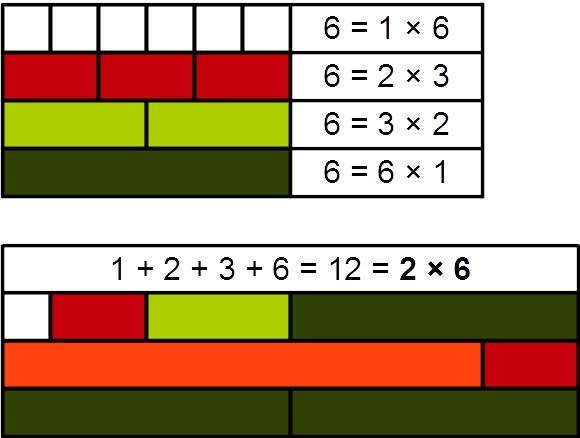
Ukázka 2-násobně dokonalého čísla 6 s použitím Cuisenaire rods

Násobně dokonalé číslo je v matematice zobecnění dokonalého čísla.
Nechť k je přirozené číslo. Číslo n se nazývá k-násobně dokonalé, pokud součet všech kladných dělitelů n (značeno funkce σ (n)) je roven součinu kn. Číslo je tedy dokonalé právě tehdy, když je 2-násobně dokonalé. Od roku 2014 jsou známa k-násobně dokonalá čísla pro každou hodnotu k až do 11. 
Není známo, zda existují jiná lichá násobně dokonalá čísla jiná než 1.
Následující posloupnost uvádí několik prvních násobně dokonalých čísel:
1, 6, 28, 120, 496, 672, 8128, 30240, 32760, 523776 (Posloupnost A007691 v databázi On-Line Encyclopedia of Integer Sequences)

## Příklad
Součet dělitelů 120 je
1 + 2 + 3 + 4 + 5 + 6 + 8 + 10 + 12 + 15 + 20 + 24 + 30 + 40 + 60 + 120 = 360
což je 3 × 120. Z toho plyne, že 120 je 3-násobně dokonalé.

## Nejmenší známák-násobně dokonalá čísla
V následující tabulce je uveden přehled nejmenších známých k-násobně dokonalých čísel pro k ≤ 11 (Posloupnost A007539 v databázi On-Line Encyclopedia of Integer Sequences):
| k  | Nejmenší k-násobně dokonalé číslo                                     | Prvočíselný rozklad | Objeveno                        |
| -- | --------------------------------------------------------------------- | --- | ------------------------------- |
| 1  | 1                                                                     | | starověk                        |
| 2  | 6                                                                     | 2 × 3 | starověk                        |
| 3  | 120                                                                   | 2 3 × 3 × 5 | starověk                        |
| 4  | 30240                                                                 | 2 5 × 3 3 × 5 × 7 | René Descartes, kolem roku 1638 |
| 5  | 14182439040                                                           | 2 7 × 3 4 × 5 × 7 × 11 2 × 17 × 19 | René Descartes, kolem roku 1638 |
| 6  | 154345556085770649600 (21 číslic)                                     | 2 15 × 3 5 × 5 2 × 7 2 × 11 × 13 × 17 × 19 × 31 × 43 × 257 | Robert Daniel Carmichael, 1907  |
| 7  | 141310897947438348259849402738485523264343544818565120000 (57 číslic) | 2 32 × 3 11 × 5 4 × 7 5 × 11 2 × 13 2 × 17 × 19 3 × 23 × 31 × 37 × 43 × 61 × 71 × 73 × 89 × 181 × 2141 × 599479 | TE Mason, 1911                  |
| 8  | 826809968707776137289924...057256213348352000000000 (133 číslic)      | 2 62 × 3 15 × 5 9 × 7 7 × 11 3 × 13 3 × 17 2 × 19 × 23 × 29 × ... × 487 × 521 2 × 601 × 1201 × 1279 × 2557 × 31163 × 5 649657 (38 různých prvočinitelů) | Stephen F. Gretton, 1990        |
| 9  | 561308081837371589999987...415685343739904000000000 (287 číslic)      | 2 104 × 3 43 × 5 9 × 7 12 × 11 6 × 13 4 × 17 × 19 4 × 23 2 × 29 × ... × 17351 × 29191 × 30941 × 45319 × 106058129 × 10601512529 × 11 16148168401 (66 různých prvočinitelů) | Fred Helenius, 1995             |
| 10 | 448565429898310924320164...00000000000000000000000 (639 číslic)       | 2 175 × 3 69 × 5 29 × 7 18 × 11 19 × 13 8 × 17 9 × 17 9 × 7 × 19 7 × ... × 583367 × ... × 583367 × 312601841 × 2664097031 × 43154248849 × 212154248849 × 21260978849 × 21260978849 × 374857981681 × 4534166740403 (115 různých hlavních faktorů) | George Woltman, 2013            |
| 11 | 251850413483992918774837...00000000000000000000000 (1907 číslic)      | 2 468 x 3 140 x 5 x 66 7 49 x 11 40 x 13 31 x 17 x 11 x 19 12 x 23 x 9 29 7 x ... x 25922273669242462300441182317 x 15428152323948966909689390436420781 x 420391294797275951862132367930818883361 x 23735410086474640244277823338130677687887 x 628683935022908831926019116410056880219316806 841500141982334538232031397827230330241 (246 zřetelných primárních faktorů) | George Woltman, 2001            |

## Vlastnosti
Lze dokázat, že:
- Pro dané prvočíslo p platí, že když n je p-násobně dokonalé a není dělitelné číslem p, pak součin pn je (p+1)-násobně dokonalý. To implikuje, že celé číslo n je 3-násobně dokonalé číslo dělitelné 2, ale ne 4 právě tehdy, když n/2 je liché dokonalé číslo, z nichž žádné není známo.
- Jestliže 3n je 4k-násobně dokonalé a n není dělitelné 3, pak n je 3k-násobně dokonalé.

## Lichá násobně dokonalá čísla
Není známo, zda kromě 1 existují i další lichá násobně dokonalá čísla.
Existuje-li liché k-násobně dokonalé číslo n > 1, kde k > 2, pak musí splňovat následující podmínky: 
- Největší prvočinitel je ≥ 100129
- Druhý největší prvočinitel je ≥ 1009
- Třetí největší prvočinitel je ≥ 101

## Meze
V notaci malé-o lze počet násobně dokonalých čísel menších než x zapsat jako {\displaystyle o(x^{\varepsilon })} pro všechna ε > 0.
Počet k-násobně dokonalých čísel n je pro n ≤ x menší než {\displaystyle cx^{c'\log \log \log x/\log \log x}}, kde c a c' jsou konstanty nezávislé na k.
Za předpokladu platnosti Riemannovy hypotézy platí pro všechna k-násobně dokonalá čísla n, kde k > 3, následující nerovnost:
{\displaystyle \log \log n>k\cdot e^{-\gamma }},
kde {\displaystyle \gamma } je Eulerova konstanta. To lze dokázat pomocí Robinovy věty.
Počet dělitelů τ(n) k-násobně dokonalého čísla n vyhovuje nerovnosti:
{\displaystyle \tau (n)>e^{k-\gamma }} .
Počet odlišných prvočinitelů ω(n) z n splňuje:
{\displaystyle \omega (n)\geq k^{2}-1}
Jestliže rozdílní prvočinitelé n jsou {\displaystyle p_{1},p_{2},\ldots ,p_{r}}, pak: 
{\displaystyle r\left({\sqrt[{r}]{3/2}}-1\right)<\sum _{i=1}^{r}{\frac {1}{p_{i}}}<r\left(1-{\sqrt[{r}]{6/k^{2}}}\right),~~{\text{když }}n{\text{ je sudé}}}
{\displaystyle r\left({\sqrt[{3r}]{k^{2}}}-1\right)<\sum _{i=1}^{r}{\frac {1}{p_{i}}}<r\left(1-{\sqrt[{r}]{8/(k\pi ^{2})}}\right),~~{\text{když }}n{\text{ je liché}}}

## Zvláštní případy hodnotk

### Dokonalá čísla
Číslo n s σ(n) = 2n je dokonalé.
Viz článek Dokonalé číslo.

### Trojdokonalá čísla
Číslo n s σ(n) = 3n je trojdokonalé. Je známo pouze šest trojdokonalých čísel a předpokládá se, že zahrnují všechna taková čísla:
120, 672, 523776, 459818240, 1476304896, 51001180160 (Posloupnost A005820 v databázi On-Line Encyclopedia of Integer Sequences)
Pokud existuje liché dokonalé číslo m (slavný otevřený problém), pak 2m by bylo 3-násobně dokonalé, protože σ(2m) = σ(2)·σ(m) = 3·2m. Liché trojdokonalé číslo musí být druhou mocninou nějakého přirozeného čísla, musí být větší než 1070 a musí mít alespoň 12 odlišných prvočinitelů, přičemž největší z nich přesahuje 105.

## Varianty

### Unitární násobně dokonalá čísla
Stejné rozšíření lze provést pro unitární dokonalá čísla. Kladné celé číslo n se nazývá unitární k-násobné číslo, pokud σ*(n) = k·n, kde σ*(n) je součet jeho kladných vlastních unitárních dělitelů, bez samotného čísla. (Dělitel d čísla n je unitární dělitel, pokud d a n/d nemají žádné společné prvočinitele.)
Unitární násobeně dokonalé číslo je jednoduše unitární k-násobně dokonalé číslo pro nějaké kladné celé číslo k. Ekvivalentně jsou jednotně násobná dokonalá čísla ta n, pro která σ*(n) je dělitelné n. Unitární 2-násobně dokonalé číslo je unitárním dokonalým číslem. V případě k > 2 není dosud znám žádný příklad unitárního k-násobně dokonalého čísla. Je známo, že pokud takové číslo existuje, musí být sudé a větší než 10102 a musí mít více než čtyřicet čtyři lichých prvočinitelů. Pravděpodobně je velmi obtížné tento problém vyřešit. S myšlenkou unitárního dělitele přišel R. Vaidyanathaswamymu (1931), který takového dělitele nazval blokovým dělitelem. Současná terminologie je zásluhou E. Cohena (1960).
Několik prvních unitárních násobně dokonalých čísel:
1, 6, 60, 90, 87360 (Posloupnost A327158 v databázi On-Line Encyclopedia of Integer Sequences)

### Bi-unitární násobně dokonalá čísla
Kladné celé číslo n se nazývá bi-unitární k-násobně dokonalé číslo, jestliže σ**(n) = kn. S touto myšlenkou přišel jako první Peter Hagis (1987). Bi-unitární násobně dokonalé číslo je jednoduše bi-unitární k-násobně dokonalé číslo pro nějaké kladné celé číslo k. Ekvivalentně jsou bi-unitární násobně dokonalá čísla ta n, pro která n dělí σ**(n). Bi-unitární 2-násobně dokonalé číslo je bi-unitárním dokonalým číslem a bi-unitární 3-násobně dokonalé číslo se nazývá bi-unitární trojdokonalé číslo.
Dělitel d kladného celého čísla n se nazývá bi-unitární dělitel n, pokud se největší společný jednotkový dělitel čísla d a n/d rovnají 1. S touto myšlenkou přišel D. Surynarayana (1972). Součet (kladných) bi-unitárních dělitelů n označíme σ**(n).
Peter Hagis (1987) dokázal, že neexistují žádná lichá bi-unitární násobně dokonalá čísla. Haukkanen a Sitaramaiah (2020) objevili všechna sudá bi-unitární trojdokonalá čísla ve tvaru {\displaystyle 2^{a}}u, kde 1 ≤ a ≤ 6 a u je liché, a částečně i v případě, že a = 7. Později rozšířili posloupnost i pro a = 8.
Posloupnost několika prvních bi-unitárních násobně dokonalých čísel:
1, 6, 60, 90, 120, 672, 2160, 10080, 22848, 30240 (Posloupnost A189000 v databázi On-Line Encyclopedia of Integer Sequences)